# Campionato mondiale di enduro 2011
Il Campionato mondiale di enduro 2011, ventiduesima edizione della competizione ha avuto inizio in Spagna il 2 aprile ed è terminata in Francia il 2 ottobre dopo 8 prove disputate.
Le vittorie delle rispettive categorie sono andate al pilota finlandese Juha Salminen su Husqvarna nella E1, ad Antoine Meo su Husqvarna nella E2 e a Mika Ahola su HM-Honda nella E3.

## Sistema di punteggio e legenda
| Pos.  | 1  | 2  | 3  | 4  | 5  | 6  | 7  | 8  | 9  | 10 | 11 | 12 | 13 | 14 | 15 | 16 | 17 | 18 | 19 | 20 | 21 > |
| ----- | -- | -- | -- | -- | -- | -- | -- | -- | -- | -- | -- | -- | -- | -- | -- | -- | -- | -- | -- | -- | ---- |
| Punti | 25 | 22 | 20 | 18 | 16 | 15 | 14 | 13 | 12 | 11 | 10 | 9  | 8  | 7  | 6  | 5  | 4  | 3  | 2  | 1  | 0    |

## E1

### Calendario
| Prova | Data          | Gran Premio                | Località               | Vincitore gara 1 | Vincitore gara 2 |
| ----- | ------------- | -------------------------- | ---------------------- | ---------------- | ---------------- |
| 1     | 2-3 aprile    | Gran Premio di Spagna      | Ponts                  | Juha Salminen    | Juha Salminen    |
| 2     | 9-10 aprile   | Gran Premio del Portogallo | Vale de Cambra         | Juha Salminen    | Eero Remes       |
| 3     | 14-15 maggio  | Gran Premio d'Italia       | Francavilla di Sicilia | Juha Salminen    | Matti Seistola   |
| 4     | 10-11 giugno  | Gran Premio di Turchia     | Fethiye                | Juha Salminen    | Matti Seistola   |
| 5     | 18-19 giugno  | Gran Premio di Grecia      | Meteora                | Juha Salminen    | Matti Seistola   |
| 6     | 9-10 luglio   | Gran Premio di Romania     | Buzău                  | Matti Seistola   | Juha Salminen    |
| 7     | 3-4 settembre | Gran Premio di Andorra     | Sant Julià de Lòria    | Eero Remes       | Juha Salminen    |
| 8     | 1-2 ottobre   | Gran Premio di Francia     | Mende                  | Juha Salminen    | Rodrig Thain     |

### Classifiche finali

#### Piloti
| Pos | Pilota            | Moto      | ESP 1 | ESP 2 | POR 1 | POR 2 | ITA 1 | ITA 2 | TUR 1 | TUR 2 | GRE 1 | GRE 2 | ROU 1 | ROU 2 | AND 1 | AND 2 | FRA 1 | FRA 2 | Punti |
| --- | ----------------- | --------- | ----- | ----- | ----- | ----- | ----- | ----- | ----- | ----- | ----- | ----- | ----- | ----- | ----- | ----- | ----- | ----- | ----- |
| 1   | Juha Salminen     | Husqvarna | 1     | 1     | 1     | 2     | 1     | 3     | 1     | 2     | 1     | 1     | 2     | 1     | -     | 1     | 1     | 2     | 358   |
| 2   | Eero Remes        | KTM       | 3     | 6     | 2     | 1     | 3     | 2     | 4     | 4     | 4     | 3     | 3     | 2     | 1     | 2     | 2     | 3     | 329   |
| 3   | Matti Seistola    | Husqvarna | 2     | 2     | 4     | -     | 2     | 1     | 2     | 1     | 3     | 2     | 1     | 9     | 2     | 2     | 4     | 6     | 308   |
| 4   | Rodrig Thain      | HM-Honda  | 5     | 4     | 3     | 3     | 6     | -     | 3     | 3     | 2     | 4     | 4     | 3     | 2     | 4     | 5     | 1     | 288   |
| 5   | Lorenzo Santolino | KTM       | 9     | 8     | 8     | 10    | 4     | 5     | 5     | 5     | 6     | 6     | 8     | 5     | 5     | 5     | 8     | 4     | 237   |
| Pos | Pilota            | Moto      | ESP 1 | ESP 2 | POR 1 | POR 2 | ITA 1 | ITA 2 | TUR 1 | TUR 2 | GRE 1 | GRE 2 | ROU 1 | ROU 2 | AND 1 | AND 2 | FRA 1 | FRA 2 | Punti |

#### Costruttori
| Pos. | Costruttore | Punti |
| ---- | ----------- | ----- |
| 1    | Husqvarna   | 389   |
| 2    | KTM         | 330   |
| 3    | HM Honda    | 288   |
| 4    | Kawasaki    | 223   |
| 5    | Sherco      | 206   |
| 6    | TM          | 206   |
| 7    | Yamaha      | 143   |
| 8    | Honda       | 41    |
| 9    | Gas Gas     | 40    |
| 10   | Suzuki      | 39    |

## E2

### Calendario
| Prova | Data          | Gran Premio                | Località               | Vincitore gara 1       | Vincitore gara 2       |
| ----- | ------------- | -------------------------- | ---------------------- | ---------------------- | ---------------------- |
| 1     | 2-3 aprile    | Gran Premio di Spagna      | Ponts                  | Antoine Meo            | Antoine Meo            |
| 2     | 9-10 aprile   | Gran Premio del Portogallo | Vale de Cambra         | Johnny Aubert          | Johnny Aubert          |
| 3     | 14-15 maggio  | Gran Premio d'Italia       | Francavilla di Sicilia | Johnny Aubert          | Antoine Meo            |
| 4     | 10-11 giugno  | Gran Premio di Turchia     | Fethiye                | Cristobal Guerrero     | Antoine Meo            |
| 5     | 18-19 giugno  | Gran Premio di Grecia      | Meteora                | Antoine Meo            | Antoine Meo            |
| 6     | 9-10 luglio   | Gran Premio di Romania     | Buzău                  | Pierre Alexandre Renet | Pierre Alexandre Renet |
| 7     | 3-4 settembre | Gran Premio di Andorra     | Sant Julià de Lòria    | Antoine Meo            | Cristobal Guerrero     |
| 8     | 1-2 ottobre   | Gran Premio di Francia     | Mende                  | Pierre Alexandre Renet | Antoine Meo            |

### Classifiche finali

#### Piloti
| Pos | Pilota                 | Moto      | ESP 1 | ESP 2 | POR 1 | POR 2 | ITA 1 | ITA 2 | TUR 1 | TUR 2 | GRE 1 | GRE 2 | ROU 1 | ROU 2 | AND 1 | AND 2 | FRA 1 | FRA 2 | Punti |
| --- | ---------------------- | --------- | ----- | ----- | ----- | ----- | ----- | ----- | ----- | ----- | ----- | ----- | ----- | ----- | ----- | ----- | ----- | ----- | ----- |
| 1   | Antoine Meo            | Husqvarna | 1     | 1     | 4     | 2     | 2     | 1     | 3     | 1     | 1     | 1     | 3     | 2     | 1     | 3     | 2     | 1     | 366   |
| 2   | Cristobal Guerrero     | KTM       | 3     | -     | 3     | 4     | 5     | 3     | 1     | 3     | 2     | 2     | 2     | 3     | 4     | 1     | 3     | 2     | 310   |
| 3   | Iván Cervantes         | GasGas    | 2     | 2     | 5     | 5     | 3     | 2     | 2     | 4     | -     | 3     | 4     | 4     | 2     | 2     | 4     | 3     | 296   |
| 4   | Pierre Alexandre Renet | Husaberg  | 4     | 3     | 2     | 3     | 4     | 5     | 5     | 2     | -     | -     | 1     | 1     | 3     | 4     | 1     | -     | 265   |
| 5   | Antoine Basset         | Yamaha    | 7     | 7     | 10    | 7     | 8     | 8     | 8     | 9     | 4     | 4     | 5     | 5     | 9     | 5     | 5     | 6     | 231   |
| Pos | Pilota                 | Moto      | ESP 1 | ESP 2 | POR 1 | POR 2 | ITA 1 | ITA 2 | TUR 1 | TUR 2 | GRE 1 | GRE 2 | ROU 1 | ROU 2 | AND 1 | AND 2 | FRA 1 | FRA 2 | Punti |

#### Costruttori
| Pos. | Costruttore | Punti |
| ---- | ----------- | ----- |
| 1    | Husqvarna   | 366   |
| 2    | KTM         | 342   |
| 3    | Husaberg    | 307   |
| 4    | Gas Gas     | 296   |
| 5    | Yamaha      | 238   |
| 6    | HM Honda    | 168   |
| 7    | TM          | 157   |
| 8    | Sherco      | 125   |
| 9    | Beta        | 96    |
| 10   | Kawasaki    | 67    |

## E3

### Calendario
| Prova | Data          | Gran Premio                | Località               | Vincitore gara 1    | Vincitore gara 2    |
| ----- | ------------- | -------------------------- | ---------------------- | ------------------- | ------------------- |
| 1     | 2-3 aprile    | Gran Premio di Spagna      | Ponts                  | Mika Ahola          | Mika Ahola          |
| 2     | 9-10 aprile   | Gran Premio del Portogallo | Vale de Cambra         | David Knight        | Mika Ahola          |
| 3     | 14-15 maggio  | Gran Premio d'Italia       | Francavilla di Sicilia | Christophe Nambotin | Mika Ahola          |
| 4     | 10-11 giugno  | Gran Premio di Turchia     | Fethiye                | Mika Ahola          | Mika Ahola          |
| 5     | 18-19 giugno  | Gran Premio di Grecia      | Meteora                | Christophe Nambotin | Christophe Nambotin |
| 6     | 9-10 luglio   | Gran Premio di Romania     | Buzău                  | Christophe Nambotin | Christophe Nambotin |
| 7     | 3-4 settembre | Gran Premio di Andorra     | Sant Julià de Lòria    | Mika Ahola          | Christophe Nambotin |
| 8     | 1-2 ottobre   | Gran Premio di Francia     | Mende                  | Mika Ahola          | Mika Ahola          |

### Classifiche finali

#### Piloti
| Pos | Pilota              | Moto     | ESP 1 | ESP 2 | POR 1 | POR 2 | ITA 1 | ITA 2 | TUR 1 | TUR 2 | GRE 1 | GRE 2 | ROU 1 | ROU 2 | AND 1 | AND 2 | FRA 1 | FRA 2 | Punti |
| --- | ------------------- | -------- | ----- | ----- | ----- | ----- | ----- | ----- | ----- | ----- | ----- | ----- | ----- | ----- | ----- | ----- | ----- | ----- | ----- |
| 1   | Mika Ahola          | HM-Honda | 1     | 1     | 2     | 1     | 2     | 1     | 1     | 1     | 3     | 3     | 4     | 2     | 1     | 3     | 1     | 1     | 369   |
| 2   | Christophe Nambotin | GasGas   | 2     | 2     | 3     | 3     | 1     | 2     | 3     | -     | 1     | 1     | 1     | 1     | 3     | 1     | 5     | -     | 312   |
| 3   | Joakim Ljunggren    | Husaberg | 6     | 5     | 5     | 4     | 3     | 3     | 2     | 3     | 2     | 4     | 6     | 5     | 2     | 2     | 4     | 4     | 298   |
| 4   | Marko Tarkkala      | Husaberg | 8     | 3     | 9     | 6     | 4     | 4     | 4     | 2     | 8     | 7     | 8     | 7     | 4     | 4     | 3     | 3     | 266   |
| 5   | Oriol Mena          | Husaberg | 4     | 6     | 7     | 5     | 6     | 8     | 6     | 6     | 6     | 6     | 5     | 6     | 8     | 6     | 7     | 5     | 240   |
| Pos | Pilota              | Moto     | ESP 1 | ESP 2 | POR 1 | POR 2 | ITA 1 | ITA 2 | TUR 1 | TUR 2 | GRE 1 | GRE 2 | ROU 1 | ROU 2 | AND 1 | AND 2 | FRA 1 | FRA 2 | Punti |

#### Costruttori
| Pos. | Costruttore | Punti |
| ---- | ----------- | ----- |
| 1    | HM Honda    | 369   |
| 2    | Gas Gas     | 339   |
| 3    | Husaberg    | 312   |
| 4    | Husqvarna   | 284   |
| 5    | KTM         | 261   |
| 6    | Beta        | 138   |
| 7    | Yamaha      | 24    |
| 8    | TM          | 13    |